# نمل أورالي
نمل أورالي (الاسم العلمي:Formica uralensis) هو نوع من الحشرات يتبع جنس نمل الحقل من فصيلة النمليات.